# Senyoria de Coucy

blasó de la família de Coucy

La senyoria de Coucy fou una important jurisdicció feudal de França a l'entorn del castell de Coucy a l'Aisne.

## Història
Des del temps del rei franc Clodoveu I la regió va pertànyer a l'església de Reims. La fortalesa de Coucy es va fundar cap a començaments del segle IX per Hervé, arquebisbe de Reims; després de la mort del successor d'Hervé, Séulf, el 925, l'arquebisbat va recaure en el nen Hug de Vermandois, fill d'Heribert II comte de Vermandois que doncs, de fet, en va ser l'administrador (del 927 al 934). Després va passar als seus parents Bernat, comte de Senlis, Hug el Gran comte de París, i Tibald I comte de Blois, Chartres i Châteaudun, i no va tornar a Reims fins al 949, quant era arquebisbe Artaud que tenia el suport del rei, i va restar a les mans dels bisbes per més de mig segle, però el van infeudar a alguns senyors que no se sap a quines famílies pertanyien.
Després de l'any 1000 apareixen un Joan de Coucy i un Lleó de Coucy, que desapareixen ambdós el 1037. El primer va deixar un fill, Alberic de Coucy que probablement només va ser senyor de Boves (Somme), i que es va casar amb Adela, filla de Dreux, comte d'Amiens, amb la que va tenir un fill anomenat Dreux. Lleó de Coucy va deixar una filla anomenada Adela que es va casar amb Aubri, senyor de Coucy jure uxoris (per matrimoni), que es va casar amb Dreux, net d'Alberic, senyor de Boves i senyor jure uxoris de Coucy, el qual va morir el 1042, i el va succeir el seu fill Dreux o Drogó, senyor de Coucy i Boves i a aquest, cap al 1080, el seu fill Enguerrand I, que porta el títol de comte d'Amiens (que li va cedir Gautier III, comte d'Amiens després d'apoderar-se del vescomtat de Corbie) i que per la seva dona Ada, filla i hereva de Letgarda de Marle, transmetrà la senyoria de Marle
El 1130 la senyoria de Boves va passar a Robert germà d'Enguerrand II. Enguerrand III fou comte de Roucy i Perche per matrimonis amb Eustàquia de Roucy i Matilde de Perche. Va intentar segrestar l'hereu de la corona de França amb la complicitat d'altres senyors, i regnar al seu lloc, però el complot va ser avortat per la regència. Els seus germans van rebre les senyories de Vervins i Pinon i van iniciar dues branques separades. Raul II va morir a Terra Santa durant una croada. Enguerrand VII va ser fet comte de Bedford i comte de Soissons pel rei d'Anglaterra, i va morir el 18 de febrer de 1397.
La baronia de Coucy, amb Coucy, Folembray, Saint-Aubin, La Fère, Saint-Gobain, Le Chastellier, Saint-Lambert, Marle, Acy i Gercy (i en total 150 pobles) fou venuda per 400.000 lliures a Carles d'Orleans el 15 de novembre de 1400. La germana de la senyora Maria, Isabel, va demanar la partició i Robert comte de Bar, fill de la difunta senyora Maria també va pletejar. La sentència de l'11 d'agost de 1408 reconeixia a Isabel la meitat de Coucy, de Marle, de La Fère i d'Origny, un quart de Mont-Cornet i de Pinon, i un cinquè de Ham. La meitat de Coucy consistia però no en el domini útil sinó en el cobrament de les 200000 lliures que restaven per pagar del preu de venda. No es reconeixia cap dret a Robert. Isabel va morir el 1411 i va deixar una filla anomenada Margarida de Nevers que va morir sis mesos després i, per tant, Robert de Bar va recollir l'herència (titulat comtat de Marles i Soissons) i els drets van passar d'ell a la casa de Luxemburg i després als Borbons i va ser unit a la corona amb Enric IV de França.

## Llista de senyors de Coucy
- Joan de Coucy vers 1037
- Lleó senyor de Coucy, mort a la batalla de Bar-le-Duc el 15 de novembre de 1037
- Adela I (filla) 1037-?
- Alberic de Coucy (Aubri), 1059-1071 (casat amb Adela filla de Lleó), senyor de Coucy jure uxoris, i comte d'Amiens
- Adela II (filla) ?
- Dreux (Drogó), Senyor de Coucy i de Boves ?-1069 (marit d'Adela II)
- Enguerrand I (fill), senyor de Coucy i Boves, Comte d'Amiens 1080-1116 (comte de Vexin 1063-1116)
- Tomàs I conegut per Tomas de Marle, senyoria de la seva mare) senyor de Coucy, Boves i Marle, 1116-1130 (fill)
- Enguerrand II (fill), senyor de Coucy, Marle, La Fère, Crécy i Vervins, Pinon, Landouzy, Fontaine i altres, i earl de Bedford, 1130-1148
- Raül I (fill) senyor de Coucy, de Marle, etc., 1148-1191 mort al setge dant Joan d'Acre el 15 d'octubre de 1191.
- Enguerrand III el Constructor o el Gran 1191-1243 comte de Roucy, constructor de la gran fortalesa o castell de Coucy.
- Raül II (fill) 1242-1250 (mort a la batalla de Mansurah a Egipte)
  - Tomàs II de Coucy-Vervins (germà d'Enguerrand III), regent en absència de Raül II (+1253)
- Enguerrand IV (fill de Raül II) 1251-1311
- Alix (germana) 1311-? (esposa d'Arnauld IV comte de Guines)
- Enguerrand V (fill) ? -1321 senyor de Coucy, Marle, La Fère, Oisy, Havraincourt, Mont-Mirel o Montmirail, Condé-en-Brie i Châlons-le-Petit, comte de Guines
- Guillem (fill), 1321-1335 senyor de Coucy, Marle, La Fère, Oisy i Mont-Mirel
- Enguerrand VI (fill) 1335-1346 senyor de Coucy i de Marles
- Enguerrand VII (fill) 1346- 1397 senyor de Coucy i de Pinon, eral de Bedford, comte de Soissons
- Maria I de Coucy (filla) 1397-1400 senyora de Coucy i comtessa de Soissons
- 15 de novembre de 1400, la senyoria de Coucy és venuda a Lluís I d'Orleans
- Lluís I d'Orleans (fill de Carles V de França i germà de Carles VI de França) 1400-1406
- Carles d'Orleans (fill) 1406-1408, titular de la meitat 1408-1462 (senyor de Coucy)
- Coucy i annexes a Orleans 1408-1498
- Lluis II d'Orleans (fill de Carles) 1462-1498 (rei Lluis XII de França)

## Drets col·laterals
- Isabel de Coucy 1408-1411
- Margarita 1411
- Robert de Bar 1411-1415 (titulat comte de Marle i Soissons)
- Joana (filla) 1415-1462
- Lluís I comte de Saint Pol 1435-1462 (marit)
- Joan I 1462-1476 (fill)
- Pere I 1476-1482 (germà)
- Maria II (filla) 1482-1547
- Jaume comte de Romont (marit) 1482-1486
- Francesc comte de Vendôme 1487-1495
- Carles I de Vendôme 1495-1537
- Antoni de Vendôme 1537-1562
- Enric de Vendôme (Enric IV de França i III de Navarra) 1562-1589

## Branca de Vervins
- Tomàs II (germà d'Enguerrand III) senyor de Vervins 1191-1253
- Tomàs III (fill) 1253-c. 1280
- Tomàs IV (fill) c.1280-11 juliol de 1302
- Tomàs V (fill) 1302-1344
- Tomàs VI (fill) 1344-1380
- Tomàs VII (fill) 1380-6 de maig de 1392
- Renaud-Guillem (fill) 1392-1427
- Enguerrand I (fill) 1437-1472
- Raül I (fill) 1472-?
- Jaume I (fill) ?-1549
- Jaume II (fill) 1549-1600
- Guillemete (filla) 1600-1630
- Lluís III dit de Coucy de Mailly Mamez senyor de Rumesnil (fill) 1630-1637
- Maria Francesca (filla) 1637-1702
- a Lorena-Vaudemont 1702

## Branca de Pinon
- Robert I (germà d'Enguerrand III) 1191-1234
- Extinta després de 1350 passa a la línia principal de Coucy